# Дхананджая Пандит
Дхананджа́я Па́ндит (IAST: Dhanañjaya Paṇḍita) — кришнаитский святой, живший в Бенгалии в первой половине XVI века. Был одним из сподвижников основоположника гаудия-вайшнавизма Чайтаньи и одним из ближайших спутников Нитьянанды. В «Чайтанья-бхагавате» говорится, что Дхананджая Пандит обладал всеми качествами великой святой личности. Принадлежит к группе двенадцати кришнаитских святых двадаша-гопал.
Дхананджая Пандит родился в бенгальской деревне Шитала, что в нынешнем округе Бардхаман (Бурдван). Бхактисиддханта Сарасвати говорил в своих комментариях к «Чайтанья-чаритамрите», что «прежде храм в этой деревне располагался в глинобитной хижине. Затем заминдары из рода Малликов из Баджаравана Кабаши построили большое здание для храма, но, придя в запустение, за последние шестьдесят пять лет он совсем разрушился. Фундамент храма ещё виден. Поблизости от него стоит колонна с туласи. Каждый год в месяц картика (октябрь-ноябрь) здесь отмечают уход Дхананджаи».
Дхананджая принимал участие во многих играх киртаны Чайтаньи в Навадвипе. По наказу Чайтаньи, Дхананджая Пандит активно путешествовал и проповедовал гаудия-вайшнавизм, нося лишь камандалу и всегда оставаясь поглощённым любовью к Кришне и Чайтанье. Какое-то время Дхананджая жил в бенгальской деревне Санчадапанчада (в девяти километрах к югу от города Мемари), которую с тех пор называют Дхананджая-пата (место Джананджаи). Затем, по распоряжению Чайтаньи, он отправился во Вриндавану. Возвратившись из Вриндаваны в Бенгалию, Дхананджая установил в своей родной деревне божества Гопинатхи, Гаура-Нитая и Дамодара шалаграма-шилу. Ученик Дхананджаи по имени Джива Кришна также установил божество Шьямасундары. Потомки учеников Дхананджаи и по сей день живут в Шитале и заботятся о поклонении в храме.
Дхананджая Пандит умер на восьмой день прибывающей луны месяца картика (октябрь-ноябрь). Его самадхи-мандир расположен в Шитале. У Дхананджаи Пандита был брат по имени Санджая, который стал его учеником. Дхананджая не оставил после себя прямых потомков.
Согласно гаудия-вайшнавскому богословию, у Чайтаньи есть две основные группы спутников. Дхананджая Пандит является членом одной из них, одним из двенадцати пастушков двадаша-гопал, которые служат Нитьянанде в настроении сакхья-расы (дружбы). Члены же второй группы всегда служат Радхе-Кришне в духовном-мире настроении мадхурья-расы (супружеской любви). Согласно «Гаура-ганоддеша-дипике» (127), в играх Кришны Дхананджая Пандит — это Васудама, один из двадаша-гопал Баларамы.